# Scaphytopius maculosus
Scaphytopius maculosus är en insektsart som beskrevs av Delong 1944. Scaphytopius maculosus ingår i släktet Scaphytopius och familjen dvärgstritar. Inga underarter finns listade i Catalogue of Life.